# Рајан Фицпатрик
Рајан Џозеф Фицпатрик (енгл. Ryan Joseph Fitzpatrick; Гилберт (Аризона), 24. новембар 1982) професионални је играч америчког фудбала који тренутно игра у НФЛ лиги на позицији квотербека за екипу Вашингтон командерса.